# Suhoj S-70 Ohotnik-B
Suhoj S-70 Ohotnik-B (rus. Сухой С-70 Охотник, lovac) ruska je teška bespilotna borbena letjelica koju su razvili Suhoj i Mikojan kao projekt zrakoplova šeste generacije. Dron se temelji na ranijem Mikojan Skatu, koji je dizajnirao MiG, i obuhvaća neke tehnologije borbenog zrakoplova pete generacije Suhoj Su-57.

## Dizajn
Ohotnik se temelji se na konceptu »letećeg krila«, a konstrukcija uključuje upotrebu kompozitnih materijala i stealth premaza, čineći dron slabo uočljivim u letu. Ima masu od oko 20 tona i raspon krila oko 20 metara. Dron pokreće jedan turboventilatorski motor AL-31F, kakav se koristi na borbenom zrakoplovu Suhoj Su-27, ili poboljšani derivat AL-41F ugrađen na lovce Su-35S i prototipove Su-57. Iako je ispušna mlaznica prvog prototipa bila konvencionalna i mogla je povećati radarski potpis bespilotne letjelice, buduća nadogradnja mogla bi poboljšati ispušne plinove, kao i ulaz motora, kao što je prikazano na maketi na Međunarodnom zrakoplovnom i svemirskom salonu MAKS 2019. Maksimalna brzina drona navodno je 1000 km/h. Zrakoplov po izgledu ima neke sličnosti s RQ-170. Nagađa se da su ruski inženjeri mogli imati pristup onom koji su zarobili Iranci, ali sličan dizajn letećeg krila Mikojan Skat bio je u razvoju od 2005. Drugi prototip dobio je ravnu mlaznicu.

## Specifikacije
- Posada: Nema
- Raspon krila: 20 m
- Prazna masa: 10 000 do 20 000 kg  (nije potvrđeno)
- Maksimalna masa pri polijetanju: 25 000 kg
- Pogon: 1 × Saturn AL-41F, derivat bez naknadnog izgaranja i bez vektoriranja potiska

### Performanse
- Najveća brzina: 1000 km/h (620 mph, 540 čv)
- Domet: 6000 km (3700 mi, 3200 nmi)
- Borbeni domet: 3000 km (1900 mi, 1600 nmi)

### Naoružanje
- 2 unutarnja odjeljka za oružje za do 2000 kg vođenog i nevođenog streljiva